# 東憲一
東 憲一（ひがし けんいち、1951年5月 - ）は、日本の体育学者。専門は、スポーツ科学、武道論。
東京外国語大学名誉教授。

## 略歴
- 1975年3月  東京教育大学体育学部卒業
- 1978年3月  筑波大学大学院体育学研究科修士課程修了
- 1978年4月  東京外国語大学外国語学部 助手
- 1982年4月  同 講師
- 1988年4月  同 助教授
- 1997年4月  同 教授
- 2009年4月  東京外国語大学世界言語社会教育センター 言語教育支援部門 教授（改組に伴う配置換え）
- 2017年3月  東京外国語大学定年退職、名誉教授

## 研究業績
- 「貴族院における嘉納治五郎」 『東京外国大学論集』 63 97-114 （2002）
- 「嘉納治五郎再考」 『SYMPOSION』 17号 （2002）
- 「臨時教育会議にみる嘉納治五郎の体育思想」『東京外国語大学論集』 54 23-35 （1997）
- 「熊本における嘉納治五郎とラフカディオ・ハーン」 『東京外国語大学論集』 51 187-202 （1995）

| スタブアイコン | サブスタブ | この項目は、まだ閲覧者の調べものの参照としては役立たない、スポーツ関係者に関連した書きかけの項目です。この項目を加筆・訂正などしてくださる協力者を求めています（P:スポーツ/PJ:スポーツ人物伝）。 |